# Fernando Torres
Fernando José Torres Sanz zkráceně jen Fernando Torres (20. březen 1984, Fuenlabrada, Španělsko) je fotbalový trenér a bývalý fotbalový útočník a bývalý reprezentant Španělska, se kterým slavil vítězství na ME (2008, 2012) i na MS (2010).

## Klubová kariéra

### Atlético Madrid
Je odchovancem klubu Atlético Madrid, kde strávil šest let a plnil dokonce i funkci kapitána, které se ujal v 19 letech, čímž se stal nejmladším kapitánem v historii Atlética.

### Liverpool
Zájem projevoval Manchester United a Chelsea. 20. června 2007 se však v britských médiích objevila zpráva, že je číslem 1 na seznamu posil Liverpoolu. 29. června náhle přerušil dovolenou a v Madridu se setkal se zástupci Liverpoolu. Odcestoval do Liverpoolu, aby zde podstoupil zdravotní prohlídku a dojednal poslední detaily smlouvy. Začátkem července 2007 se stal definitivně hráčem Liverpoolu za nespecifikovanou částku, která se odhadovala na 20 milionů liber (včetně transferu Luise Garcíi Sanze do Atlética). Podepsal šestiletou smlouvu.
V sezóně 2007/08 vstřelil 24 ligových gólů. V další sezóně 2008/09 pak nastřílel 17 ligových gólů.

### Chelsea
31. ledna 2011 přestoupil za odhadovanou částku 50 milionů liber šterlinků do londýnského klubu Chelsea FC, což by byla rekordní přestupní částka na Britských ostrovech mezi anglickými kluby. V londýnské Chelsea však očekávání zpočátku nenaplňoval a postupem času se z něj stal střídající hráč. V sezóně 2011/12 pomohl svému klubu Chelsea FC k zisku cenného poháru Ligy mistrů.
25. září 2012 v utkání anglického ligového poháru proti Wolverhamptonu Wanderers vstřelil jeden gól, Chelsea zvítězila 6:0. 19. května 2013 v posledním ligovém kole Premier League 2012/13 vstřelil gól v zápase s Evertonem, Chelsea zvítězila 2:1, se ziskem 75 bodů skončila na 3. místě a definitivně si tak zajistila účast v Lize mistrů 2013/14. Fernando tak protrhl své střelecké trápení v Premier League, které trvalo od prosince 2012 (v Evropské lize se naproti tomu gólově prosazoval).
Do jarního šestnáctifinále Evropské ligy 2012/13 byl Chelsea přilosován český klub AC Sparta Praha, Torres nastoupil 14. února 2013 v Praze v základní sestavě, anglický celek zvítězil 1:0 gólem mladého brazilského fotbalisty Oscara. O týden později se představil v odvetě na Stamford Bridge a měl několik kvalitních gólových příležitostí, žádnou z nich však neproměnil. Sparta dlouho vedla 1:0, až gól Edena Hazarda na konečných 1:1 ve druhé minutě nastaveného času znamenal postup Chelsea do osmifinále Evropské ligy. V osmifinále postoupila Chelsea přes rumunský celek Steaua Bukurešť po výsledcích 0:1 venku a 3:1 doma. Torres vstřelil poslední ze tří branek na domácí půdě. Ve čtvrtfinále čekal Chelsea ruský FK Rubin Kazaň, v prvním utkání na Stamford Bridge se Fernando střelecky prosadil hned dvakrát, výrazně tak pomohl k vítězství 3:1. Jedenkrát se trefil i v odvetném zápase 11. dubna, Chelsea stačila k postupu do semifinále porážka 2:3. Přesně mířil i v odvetě semifinále proti švýcarské Basileji, kde dal jeden gól, Chelsea vyhrála 3:1 a postoupila do finále proti Benfice Lisabon. Ve finále vstřelil první branku utkání a mohl se po skončení střetnutí radovat z vítězství 2:1 a získání trofeje pro vítěze Evropské ligy.
28. září 2013 byl v ligovém utkání proti Tottenhamu Hotspur po dvou žlutých kartách vyloučen. Při první žluté se dostal do konfliktu s obráncem Spurs Janem Vertonghenem. Utkání skončilo remízou 1:1.

### Milán
Koncem srpna 2014 odešel na dvouleté hostování do italského klubu AC Milán. V utkání proti Empoli vstřelil svůj první gól za AC Milán, když ve 43. minutě snížil na 2:1.
Na konci roku 2014 se AC Milán dohodl s Chelsea na přestupu Torrese a obratem jej poslal na hostování do Atlética Madrid.

### Atlético Madrid
Svůj druhý debut v dresu Atlética prožil 7. 1. 2015 v osmifinále Copa Del Rey proti Realu Madrid (odehrál 59 minut, výhra 2:0).
V lize debutoval 11. ledna proti Barceloně (odehrál 22 minut, prohra 1:3). Svůj první gól vstřelil v odvetě Copa Del Rey proti Realu Madrid. Skóroval v 1. a 46. minutě. Díky jeho trefám Atlético remizovalo 2:2 a postoupilo do čtvrtfinále.

## Reprezentační kariéra
V A-týmu Španělska debutoval 6. 9. 2003 v přátelském utkání proti Portugalsku (výhra 3:0).
V roce 2008 vyhrál s reprezentací Španělska Mistrovství Evropy, když ve finálovém zápasu proti Německu dal jediný gól zápasu a rozhodl tak celý turnaj. V roce 2010 se stal na světovém šampionátu v Jižní Africe se španělskou fotbalovou reprezentací mistrem světa.
Ve finále ME 2012 zvyšoval na 3:0 a stal se tak prvním hráčem historie Mistrovství Evropy, který dokázal skórovat ve dvou po sobě jdoucích finále. Na Euru 2012 získal zlatou kopačku pro krále střelců. 3 góly sice vstřelilo vícero fotbalistů (mimo něj ještě Mario Gómez, Mario Balotelli, Mario Mandžukić, Alan Dzagojev, Cristiano Ronaldo), ale Torres měl nejméně odehraných minut.
30. května 2014 odehrál 60 minut v přátelském zápase proti Bolívii, ve kterém vstřelil gól z pokutového kopu. Utkání nakonec skončilo 2:0. Druhou branku přidal Andrés Iniesta. Skvělý výkon v tomto zápase Torresovi pomohl se dostat do nominace na světový šampionát 2014. 

Trenér Vicente del Bosque jej tedy vzal na Mistrovství světa 2014 v Brazílii, zde Španělé jakožto obhájci titulu vypadli po dvou porážkách a jedné výhře již v základní skupině B.

## Přestupy
- z Atlético Madrid do Liverpool za 38 000 000 Euro
- z Liverpool do Chelsea za 58 500 000 Euro
- z Chelsea do Milán za 1 000 000 Euro
- z Milán do Atlético Madrid zadarmo

## Statistiky
| Sezóna                    | Klub                      | Liga                      | Liga   | Liga | Ligové poháry | Ligové poháry | Ligové poháry | Kontinentální poháry | Kontinentální poháry | Kontinentální poháry | Celkem | Celkem |
| Sezóna                    | Klub                      | Soutěž                    | Zápasy | Góly | Soutěž        | Zápasy        | Góly          | Soutěž               | Zápasy               | Góly                 | Zápasy | Góly   |
| ------------------------- | ------------------------- | ------------------------- | ------ | ---- | ------------- | ------------- | ------------- | -------------------- | -------------------- | -------------------- | ------ | ------ |
| 2000/01                   | Atletico Madrid           | Segunda División          | 4      | 1    | ŠP            | 2             | 0             | -                    | 0                    | 0                    | 6      | 1      |
| 2001/02                   | Atletico Madrid           | Segunda División          | 36     | 6    | ŠP            | 1             | 1             | -                    | 0                    | 0                    | 37     | 7      |
| 2002/03                   | Atletico Madrid           | Primera División          | 29     | 13   | ŠP            | 3             | 1             | -                    | 0                    | 0                    | 32     | 14     |
| 2003/04                   | Atletico Madrid           | Primera División          | 35     | 19   | ŠP            | 5             | 2             | -                    | 0                    | 0                    | 40     | 21     |
| 2004/05                   | Atletico Madrid           | Primera División          | 38     | 16   | ŠP            | 6             | 2             | Int.                 | 5                    | 2                    | 49     | 20     |
| 2005/06                   | Atletico Madrid           | Primera División          | 36     | 13   | ŠP            | 4             | 0             | -                    | 0                    | 0                    | 40     | 13     |
| 2006/07                   | Atletico Madrid           | Primera División          | 36     | 14   | ŠP            | 4             | 1             | -                    | 0                    | 0                    | 40     | 15     |
| 2007/08                   | Liverpool                 | Premier League            | 33     | 24   | AP+ALP        | 1+1           | 0+3           | LM                   | 11                   | 6                    | 46     | 33     |
| 2008/09                   | Liverpool                 | Premier League            | 24     | 14   | AP+ALP        | 3+2           | 1+0           | LM                   | 9                    | 2                    | 38     | 17     |
| 2009/10                   | Liverpool                 | Premier League            | 22     | 18   | AP+ALP        | 2+0           | 0             | LM+EL                | 4+4                  | 0+4                  | 32     | 22     |
| 2010/11                   | Liverpool                 | Premier League            | 23     | 9    | AP+ALP        | 1+0           | 0             | EL                   | 2                    | 0                    | 26     | 9      |
| Celkem za Liverpool       | Celkem za Liverpool       | Celkem za Liverpool       | 102    | 65   | -             | 10            | 4             | -                    | 30                   | 12                   | 142    | 81     |
| 2011                      | Chelsea                   | Premier League            | 14     | 1    | AP+ALP        | 0+0           | 0             | LM                   | 4                    | 0                    | 18     | 1      |
| 2011/12                   | Chelsea                   | Premier League            | 32     | 6    | Ap+ALP        | 6+1           | 2+0           | LM                   | 10                   | 3                    | 49     | 11     |
| 2012/13                   | Chelsea                   | Premier League            | 36     | 8    | AP+ALP+AS     | 5+4+1         | 1+2+1         | LM++EL+ES+MSk        | 6+9+1+2              | 3+6+0+1              | 64     | 22     |
| 2013/14                   | Chelsea                   | Premier League            | 28     | 5    | AP+ALP        | 2+1           | 0+1           | LM+ES                | 9+1                  | 4+1                  | 41     | 11     |
| Celkem za Chelsea         | Celkem za Chelsea         | Celkem za Chelsea         | 110    | 20   | -             | 20            | 7             | -                    | 42                   | 18                   | 172    | 45     |
| 2014/15                   | Milán                     | Serie A                   | 10     | 1    | IP            | 0             | 0             | -                    | 0                    | 0                    | 10     | 1      |
| 2015                      | Atletico Madrid           | Primera División          | 19     | 3    | ŠP            | 4             | 3             | LM                   | 3                    | 0                    | 26     | 6      |
| 2015/16                   | Atletico Madrid           | Primera División          | 30     | 11   | ŠP            | 2             | 0             | LM                   | 12                   | 1                    | 44     | 12     |
| 2016/17                   | Atletico Madrid           | Primera División          | 31     | 8    | ŠP            | 5             | 1             | LM                   | 9                    | 1                    | 45     | 10     |
| 2017/18                   | Atletico Madrid           | Primera División          | 27     | 5    | ŠP            | 6             | 3             | LM++EL               | 5+8                  | 0+2                  | 45     | 10     |
| Celkem za Atletico Madrid | Celkem za Atletico Madrid | Celkem za Atletico Madrid | 321    | 109  | -             | 42            | 14            | -                    | 41                   | 6                    | 404    | 129    |
| 2018                      | Sagan Tosu                | J1 League                 | 17     | 3    | JP+Cis.P      | 0+2           | 1             | -                    | 0                    | 0                    | 19     | 4      |
| 2019                      | Sagan Tosu                | J1 League                 | 18     | 2    | JP+Cis.P      | 2+1           | 0+1           | -                    | 0                    | 0                    | 21     | 3      |
| Celkem za Sagan Tosu      | Celkem za Sagan Tosu      | Celkem za Sagan Tosu      | 35     | 5    | -             | 5             | 2             | -                    | 0                    | 0                    | 40     | 7      |
| Celkově                   | Celkově                   | Celkově                   | 578    | 200  | -             | 77            | 27            | -                    | 113                  | 36                   | 768    | 263    |

## Úspěchy

### Klubové
- 1× vítěz anglického poháru (2011/12)
- 1× vítěz ligy mistrů (2011/12)
- 2× vítěz evropské ligy (2012/13, 2017/18)

### Reprezentační
- 3× účast na MS (2006, 2010 - zlato, 2014)
- 3× účast na ME (2004, 2008 - zlato, 2012 - zlato)
- 2× účast na konfederačním poháru (2009 - bronz, 2013 - stříbro)

### Individuální
- 1× v All stars týmu UEFA (2008)
- 1× v All stars týmu na ME (2008) [23]
- 2× v All stars týmu FIFPro (2008, 2009)
- 1× nejlepší střelec na ME (2012 - 3 branky)
- 1× nejlepší střelec na konfederačním poháru (2013 - 5 branek)